# Maria Cuțarida-Crătunescu
Maria Cuțarida-Crătunescu (n. 10 februarie 1857, Călărași, Călărași, România – d. 16 noiembrie 1919, București, România) a fost un medic român renumită pe plan internațional, prima femeie medic din România. Militantă feministă activă, a înființat în 1897 Sociatatea maternă, iar 1899 a organizat prima creșă din țară.

## Studii
Urmează studii liceale la Școala Centrală din București și la Zürich, unde în 1877 începe Facultatea de Medicină. Datorită dificultății lingvistice și a avantajelor pe care le aveau absolvenții cu diplome obținute în Franța, se transferă la Universitatea din Montpellier - Facultatea de Medicină. Stagiatura și pregătirea doctoratului l-a făcut la Facultatea de Medicină din Paris, în 1884 susținând teza de doctorat și devine doctor în medicină (specializarea "boli ale femeilor și copiilor").Rezultatele excepționale pe care le-a recoltat Maria Cuțarida la studii au fost în repetate rânduri semnalate de ziarele și revistele românești ( Telegraful, Românul, Pressa, Femeia română etc. ), ca și de Messager du Midi și Le Petit méridional din Franța.  Pentru a obține libera practică în România, și-a echivalat diploma trecând examenul cu calificativul Magna cum laude.

## Activitate profesională
A lucrat la Spitalul Brâncovenesc, Spitalul Filantropia și Fabrica de Tutun din București (s-a ocupat de asistența medicală a 2000 de muncitoare).
În 1897 inițiază înființarea societăților Leagănul și Societatea Maternă, ultimei dedicându-i-se în totalitate, pentru ca în 1904 să renunțe la cabinetul particular. În 1898 devine vicepreședinte a societății Cultura și ajutrul femeii. În 1899 la Fabrica de Tutun pune bazele primei creșe interne de fabrică din România care oferea ajutor mamelor muncitoare cu copii.
A participat la congrese internaționale medicale și feministe (1900 - Paris, 1907 - Bruxelles, 1910 - Copenhaga). În timpul Primului Război Mondial ocupă funcția de medic primar la Institutul și Internatul Evanghelic (Spitalul Militar temporar nr. 134). După război se retrage din activitatea medico-socială din cauza problemelor de sănătate.